# Partido Social Patagónico
El Partido Social Patagónico o PSP es un partido político provincial de Argentina con sede en la provincia de Tierra del Fuego, Antártida e Islas del Atlántico Sur fundado en 2010 para sostener la candidatura a la reelección de la gobernadora Fabiana Ríos luego de que esta rompiera con su anterior partido, el ARI.
Ideológicamente se considera un partido progresista y regionalista. Como candidata del partido, Ríos obtuvo la victoria en segunda vuelta en las elecciones de 2011 y el PSP logró obtener 2 de los 15 escaños de la Legislatura Provincial. En 2015, presentó al vicegobernador Roberto Crocianelli como candidato a gobernador y quedó en tercer lugar en la primera vuelta con el 5.79%.

## Historia electoral

### Gobernador
|  | 36.82 % |

|  | 50.66 % |

|  | 5.79 % |

|  | 55.03 % |

### Legislatura de Tierra del Fuego
|  | 8.49 % |

|  | 5.18 % |

|  | 2.40 % |

### Congreso de la Nación Argentina
|  | 7.70 % |

|  | 3.62 % |

|  | 29.96 % |